# Fretel
Fretel es el nombre que durante los siglos XI a XIII se daba en Francia a una especie de flauta recta procedente de Provenza, también llamada frestel, fresteal, todas bajo la categoría de las galoubet.

Devant le roi sonent frestel

Et flahutes et chalemel,

Et de flajoz et des vieles

I sunt les melodies beles.
Ante el rey se tocan los frestel

y flautas y chirimías,

Y los flageols y vielles

Con sus hermosas melodías.
Li Romans de Durmart, Siglo XIII

Tenía lengüeta doble y un sonido parecido a la dulzaina con siete tonos. La evidencia de su existencia en el arte y documentos medievales le hacen la más popular en una era donde otras formas similares eran escasas. Comenzando en los años 1400, el fretel dejó de ser parte principal de la música medieval siendo relegada a la música artesanal del campo.

## Historia
La evidencia arqueológica sugiere que uno de los probables predecesores del frestel, denominada siringe (conocida como auenis por los romanos) fue introducida entre los Galos de Francia por los romanos. Inicialmente, el frestel retuvo una apariencia similar a la siringe en el sur de Francia, debido a la abundancia de juncos en esa región, y posiblemente debido al probable contacto de la gente del antiguo sur de Francia con dicha siringe, el cual probablemente fue traído por primera vez a la región por comerciantes griegos. Sin embargo, la evidencia de un diseño de flautas de bloques de madera en el territorio ocupado por los romanos comenzó a aparecer ya en el siglo I AD.